# Max Zaslofsky
Max « Slats » Zaslofsky (né le 7 décembre 1925 à Brooklyn, New York ; décédé le 15 octobre 1985 à New Hyde Park, New York) est un ancien joueur et entraîneur américain de basket-ball.

## Biographie
Il commence par jouer au lycée « Thomas Jefferson » à Brooklyn et à l'université de Saint John.
Alors qu'il joue pour les Stags de Chicago, Zaslofsky est nommé dans la All-NBA First Team lors de la saison 1946-1947 à l'âge de 21 ans, devenant le plus jeune joueur à obtenir, une performance qui a tenu 60 ans jusqu'à ce qu'il soit dépassé par LeBron James. Cette même saison, il devient meilleur marqueur de la ligue. Lors de la saison 1949-1950, il est le joueur le plus adroit de la ligue aux lancers-francs. Après la dissolution des Stags, Zaslofsky rejoint les Knicks de New York. En 1956, il met un terme à sa carrière en étant le 3e meilleur marqueur de l'histoire de la ligue (à cette époque-là), derrière George Mikan et Joe Fulks. Outre sa sélection lors de la saison 1946-1947, Zaslofsky est aussi nommé dans la All-NBA First Team en 1947-1948, 1948-1949 et en 1949-1950. Il connaît également une sélection au NBA All-Star Game 1952.
Il devient par la suite entraîneur en American Basketball Association, avec les Americans du New Jersey/Nets de New York.

## Palmarès
- 4x All-NBA First Team (1947–1950)
- NBA All-Star (1952)
- NBA scoring champion (1948)

## Pour approfondir
- Liste des meilleurs marqueurs en NBA par saison.